# 托贝洛
托贝洛（Tobelo）是印尼的东部哈马黑拉岛上的一个城镇,是北马鲁古省北哈马黑拉县的县治所在。人口大约3.37万。城镇居民主要是基督徒。服务托贝洛的加马马拉莫机场位于西北的另一个城镇加莱拉。

## 宗教冲突
自16世纪以来穆斯林和基督徒在此地和睦生活。1999年马鲁古地区爆发宗教冲突，数千特尔纳特和中哈马黑拉的基督徒逃往托贝洛，托贝洛成为难民营；穆斯林则逃离托贝洛和卡奥。1999年12月24日托贝洛发生非常严重的暴乱事件，暴乱蔓延到其他城镇，直到2000年秋天结束。整个冲突中马鲁古地区有二十万穆斯林流离失所，最严重的托贝洛及附近村落有十万穆斯林外迁，逃到特尔纳特和摩罗泰岛。暴乱的余波至今仍能看见，彼此间不信任的气氛盛行。

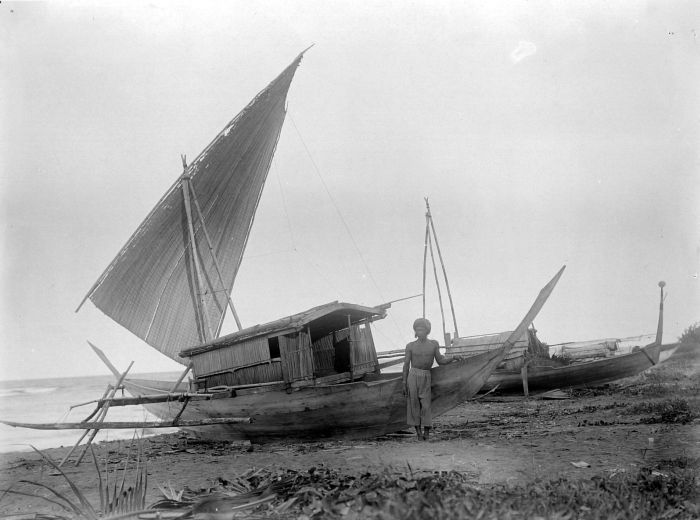
托贝洛岸边的一艘小船

## 经济
托贝洛有许多椰子种植园，每月向北苏拉威西省的比通和东爪哇省的泗水供应大量椰干，城镇已成为北哈马黑拉椰子和其他商品的出口中心，也是哈马黑拉岛上的重要港口。为了使这一地区尽快从宗教冲突导致的经济低糜中恢复，联合国发展援助框架、联合国开发计划署的国家合作框架等3个机构决定在协作下支援马鲁古地区的经济发展，投资1,900万美元用于改善社会治安、行政司法以及建设基础设施、发展经济并减少失业。经济增长明显，但是教育设施仍处于基础水平，托贝洛及附近地区仍是外国人的危险区。

## 资料来源
1. ↑  Hedman, p. 278
2. ↑  . portal.malutpost.co.id.   [2016-05-03]. （原始内容存档于2016年5月9日）.
3. ↑  wilson, Chris. . Routledge. 2008: 96–99  [2010-06-17]. ISBN 0-415-45380-1.
4. ↑  Hedman, Eva-Lotta E. . Old Spirits and new names (SEAP Publications). 2008: 281  [2010-06-18]. ISBN 0-87727-745-1.
5. ↑  Eliot, J., Capaldi, L., Bickersteth, J. . Footprint Travel Guides. 2001: 909. ISBN 1-900949-51-2.
6. ↑  . United Nations Development Programme, Indonesia.   [2010-06-18]. （原始内容存档于2010-11-30）.
7. ↑   (PDF). UNDP. 2003  [2010-06-18]. （原始内容 (pdf)存档于2011-07-21）.
8. ↑  Brioni harper.  (pdf). Asian Institute: 3–4. May–June 2007  [2010-06-18]. （原始内容存档 (PDF)于2011-08-07）.